# Russia dal 1796 al 1825

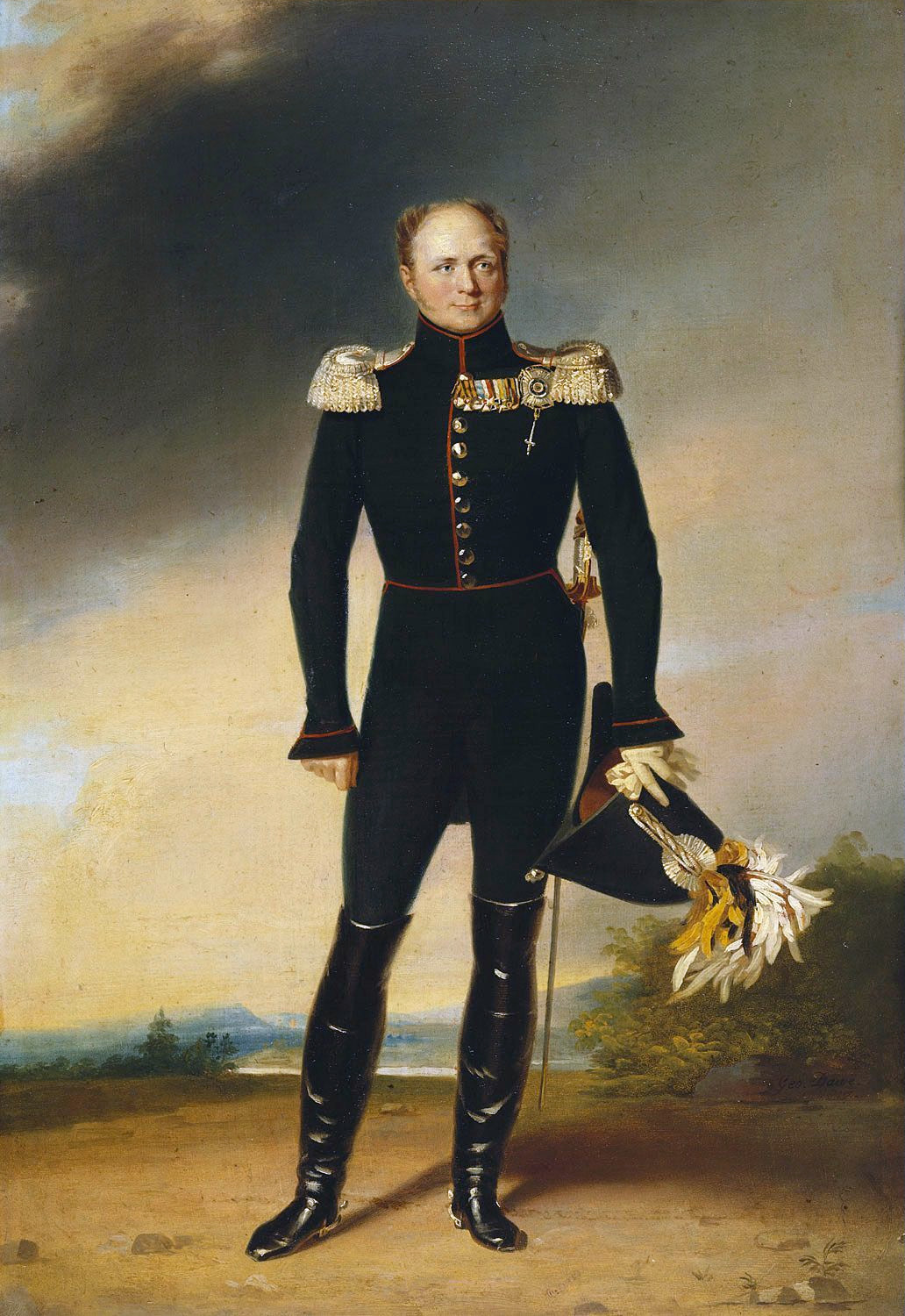
Alessandro I Romanov

Caterina II muore nel 1796 e le succede il figlio Paolo I (1796-1801). Consapevole che sua madre aveva pianificato di scavalcarlo per nominare Zar il nipote Alessandro, suo figlio, Paolo istituisce la primogenitura in linea maschile come regola base per la successione al trono (legge Salica). Questa è l'unica riforma duratura tra le poche che vengono attuate sotto il suo breve regno. Fonda anche una Compagnia Russo-Americana che ha come conseguenza la Colonizzazione dell'Alaska da parte della Russia. Paolo è arrogante e di mutevole opinione e spesso ribalta le sue decisioni precedenti creando caos nell'amministrazione e accumulando nemici.

## La Russia e Napoleone
Nel suo ruolo di grande tra le potenze europee, la Russia non può sfuggire alla guerra che coinvolge la Francia di Napoleone. Paolo diviene l'adamantino nemico della Francia e degli ideali della rivoluzione che essa rappresenta e la Russia si unisce all'Austria ed alla Gran Bretagna nella guerra. Negli anni 1798-1799 le truppe russe, sotto il comando di uno dei più famosi generali Aleksandr Vasil'evič Suvorov, ottengono brillanti risultati soprattutto in Italia. Paolo I però, quasi contraddicendo sé stesso, cambia posizioni ed abbandona gli alleati. Questo voltafaccia associato all'aumento delle decisioni arbitrarie negli affari interni, innesca un colpo di Stato e nel marzo del 1801 Paolo viene assassinato.
Il nuovo Zar, Alessandro I (1801-1825) giunge al trono appunto in seguito all'uccisione del padre, azione nella quale è implicato. Preparato al trono da Caterina II e formato nello spirito illuminista, Alessandro ha inclinazioni anche verso il romanticismo ed il misticismo religioso, in modo particolare durante il suo ultimo periodo di regno. Egli si sforza con alcuni cambiamenti di ripristinare il governo centrale e rimpiazza i collegi di governo voluti da Pietro I con un gabinetto di ministri, non coordinato però da un primo ministro. Il brillante statista Mikhail Speranskij, che è il principale consigliere dello zar nei primi anni del suo regno, propone una profonda riforma del governo in senso costituzionale ma Alessandro lo allontana nel 1812 e perde interesse per le riforme.
Il problema principale per la Russia è però in questo momento Napoleone. Conoscendo le ambizioni espansionistiche di questi ed il consolidamento del potere francese, Alessandro si allea con Gran Bretagna ed Austria. Dopo le sconfitte di Austerlitz, nel 1805, e di Friedland,nel 1807, lo Zar è costretto a firmare, nel 1807, il Trattato di Tilsit ed a divenire alleato di Napoleone. La Russia subisce, a causa del trattato, una piccola perdita territoriale ma Alessandro fa uso di questa alleanza per portare avanti un piano di espansione. Con la guerra Russo-Finnica toglie il Granducato di Finlandia alla Svezia nel 1809 ed acquisisce la Bessarabia dalla Turchia nel 1812.
L'alleanza Russo-Francese si deteriora gradualmente. Napoleone è consapevole degli interessi russi su zone strategicamente rilevanti come gli stretti del Bosforo e dei Dardanelli; allo stesso tempo Alessandro vede con sospetto il ricostruito Granducato di Varsavia, sotto controllo francese, futuro stato polacco. L'obbligo, derivante dal trattato di alleanza, di unirsi al blocco francese contro la Gran Bretagna provoca gravissimi danni al commercio russo al punto che nel 1810 Alessandro si svincola dall'impegno. Nel giugno del 1812 Napoleone invade la Russia con 600000 uomini, una forza doppia dell'esercito regolare russo. Napoleone spera di infliggere una pesante sconfitta alla Russia costringendola così a chiedere la pace.
Alla tattica francese, i russi rispondono con la ritirata strategica, costringendo così Napoleone a penetrare a fondo nel vasto territorio russo. Questa tattica, pur con gli immensi costi che comporta (le truppe francesi occupano Mosca), combinata con l'arrivo dell'inverno portano Napoleone ad una rovinosa sconfitta, solo 30000 soldati della "Grande Armee" ritornano alle basi di partenza dopo una rovinosa ritirata. Vittoriosi in quella che definiscono la "Guerra patriottica" i russi tallonano i francesi attraverso l'Europa Centrale ed occidentale al punto che dopo la battaglia di Lipsia (1814) giungono alle porte di Parigi.

## Il Congresso di Vienna
Dopo la definitiva sconfitta di Napoleone a Waterloo, nel 1815, si apre il "Congresso di Vienna" che vede la Russia tra le potenze vincitrici impegnate a ridisegnare la mappa dell'Europa. Sempre nello stesso anno, spinto dal sempre crescente misticismo religioso che lo anima, Alessandro delinea la creazione della Santa Alleanza, un libero accordo tra i sovrani delle nazioni coinvolte, che includono la maggior parte dell'Europa, di agire avendo come guida i principi della religione cristiana. Più pragmaticamente già dal 1814 Russia, Gran Bretagna, Austria a Prussia hanno formato la Quadruplice Alleanza che prevede un sistema per garantire l'immutabilità territoriale e politica dell'Europa.
Se formalmente l'Alleanza ha come scopo il prevenire il risorgere del espansionismo francese il suo vero scopo è impedire il diffondersi degli ideali della Rivoluzione francese. Allo stesso tempo l'Impero russo continua la sua espansione. Il Congresso di Vienna crea il Regno di Polonia (Polonia Russa) a cui Alessandro, che viene incoronato re, concede una costituzione. Così egli diventa monarca costituzionale di Polonia mentre rimane autocrate di Russia. Il Granducato di Finlandia viene annessa all'impero nel 1809 ottenendo una parziale autonomia. Nel 1813 la Russia acquista i territori intorno a Baku, nel Caucaso, a spese della Persia.

## I Movimenti Decabristi
Gli ultimi anni del regno di Alessandro I vedono il sorgere di quei movimenti rivoluzionari le cui vicende segneranno la storia della Russia fino al 1917. Giovani ufficiali che hanno inseguito Napoleone attraverso l'Europa ritornano in patria portando idee rivoluzionarie che comprendono diritti umani, governo rappresentativo e democrazia di massa. Gli intellettuali, la cui occidentalizzazione è stata favorita nel XVIII secolo dallo stato russo autocratico e paternalista, ora si oppongono all'autocrazia, chiedono governi rappresentativi, fanno appelli per l'abolizione della servitù della gleba ed in alcuni casi auspicano un rovesciamento rivoluzionario del governo. Molto malcontento viene dell'avere Alessandro concessa la costituzione alla Polonia mentre la Russia ne rimane priva.
Molte organizzazioni clandestine lavorano alla preparazione di una rivolta quando, nel 1825, inaspettatamente Alessandro I muore. In seguito a questa morte vi è una grande confusione sulla successione anche perché Costantino, fratello di Alessandro, rinuncia ai suoi diritti al trono. Un gruppo di ufficiali al comando di circa 3000 uomini rifiuta di prestare giuramento al nuovo Zar, Nicola I, anch'esso fratello di Alessandro, proclamando contemporaneamente la loro fedeltà all'idea della costituzione. La rivolta scoppia nel dicembre 1825 da cui i suoi membri saranno poi conosciuti come "Decabristi". Il nuovo Zar Nicola ha facilmente ragione dei ribelli che vengono arrestati e, per la maggior parte, deportati in Siberia. Fino ad un certo punto il movimento Decabrista si pone nella lunga tradizione delle rivoluzioni di palazzo volte a porre sul trono un certo candidato, ma avendo, i Decabristi, nel loro programma anche elementi di politica liberale vengono ricordati come gli iniziatori del movimento rivoluzionario in Russia.